# Under the Silver Lake
Under the Silver Lake é um filme americano de 2018, do gênero neo-noir mistério, escrito, produzido e dirigido por David Robert Mitchell. Situado em Los Angeles, o enredo gira em torno de Sam (Andrew Garfield), um jovem que se prepara para investigar o súbito desaparecimento de sua vizinha (Riley Keough).
O longa teve sua estreia mundial em 15 de maio no Festival de Cannes de 2018, no qual competiu pela Palma de Ouro, antes de ter sido lançado em toda a França em 8 de agosto. Nos Estados Unidos, seu lançamento está previsto para 19 de abril de 2019, por intermédio da A24. A recepção crítica foi polarizada, uma vez que, apesar de sua originalidade, direção, trilha sonora, cinematografia e a atuação de Garfield terem sido elogiadas, alguns analistas acharam o roteiro confuso, muito enigmático e sem a substância e profundidade que era esperado.